# NGC 3069
NGC 3069 (другие обозначения — IC 580, MCG 2-26-5, ZWG 64.10, PGC 28788, CGCG 064-010, 2MASX J09575667+1025562, GALEX ASC J095756.79+102556.3, LDCE 691 NED001, WISEA J095756.69+10256.69) — линзовидная галактика в созвездии Льва на эклиптике. Открыта Джоном Дрейером в 1786 году.

## Описание
Объект находится в 233 млн св. л. от Млечного Пути и примерно в 55 000 св. л. в поперечнике. Вероятно, он образует связанную пару галактик с NGC 3070. В этом же районе неба находятся галактики IC 576, IC 577, IC 578, IC 584.
Галактика обладает выраженным ящикообразным балджем. При декомпозиции изображения галактики на составляющие принята модель, включающая в себя балдж, диск и X-образную структуру, отражающую ящикообразность балджа; кроме того, добавлено кольцо, лежащее в плоскости диска галактики.
Этот объект входит в число перечисленных в оригинальной редакции «Нового общего каталога». В 1892 независимо от Дрейера эту галактику открыл Стефан Жавел, и его открытие вошло в Индекс-каталог как IC 580.